# Васил Петлешков
Васил Ангелов Петлешков е български революционер, водач на Априлското въстание в Брацигово.

## Биография
Петлешков е роден на 1 януари 1845 година в Брацигово, тогава в Османската империя. Родът му е от Костурско, като баща му Найден Велчев е от село Орешец. Баща му умира, когато Васил е на 4 – 5 години и майка му Екатерина се омъжва повторно за Ангел Петлешков (около 1810 – 1882), дългогодишен кмет на Брацигово, по произход от костурското село Слимница. Васил се жени за Елена Боянина, дъщеря на видния майстор строител Иван Боянин, също наследник на костурски българи.
Израства в Брацигово, работи като аптекар, занимава се с търговия и същевременно е активен участник в обществения живот на града. През 1873 година Петлешков завършва в Цариград „стодневни“ курсове за аптекар. Под негово ръководство през 1874 година е създадено читалище „Тръндафил“, на което той е председател.
В началото на 1876 година е избран за председател на местния революционен комитет, основан от Георги Бенковски. Началото на Априлското въстание заварва Петлешков в Панагюрище, но той веднага се връща в Брацигово, за да организира въстанието там и в околните села. Местни чорбаджии предават Петлешков на турците след разгрома на въстанието. Жестоко е измъчван, като е разпитван и горен между три огъня, издъхнал в покрайнините на Брацигово, на път за разпит в Пловдив. Негови са думите „Сам съм, други няма!“.

## Признание
В негова чест, в градовете Пловдив и Брацигово са именувани съответно основно и начално училище. На Васил Петлешков е наречена улица в София (Карта).
Петлешков хълм в Антарктика е наименуван на Васил Петлешков.